# Laiano (Sant'Agata de' Goti)
Laiano è una frazione di 198 abitanti, del comune italiano di Sant'Agata de' Goti, nella provincia di Benevento, in Campania.

## Descrizione
Il borgo si trova in collina a 480 metri s.l.m.
Nel 1600 Laiano era situato nei pressi della fontana denominata "Grotta". In seguito ad un'epidemia di peste, la popolazione si spostò per sfuggire all'epidemia stabilendosi nella attuale ubicazione, alle pendici dei monti del Taburno.
Nel suo territorio è presente una chiesa dedicata a san Michele Arcangelo.